# Les Pestiférés

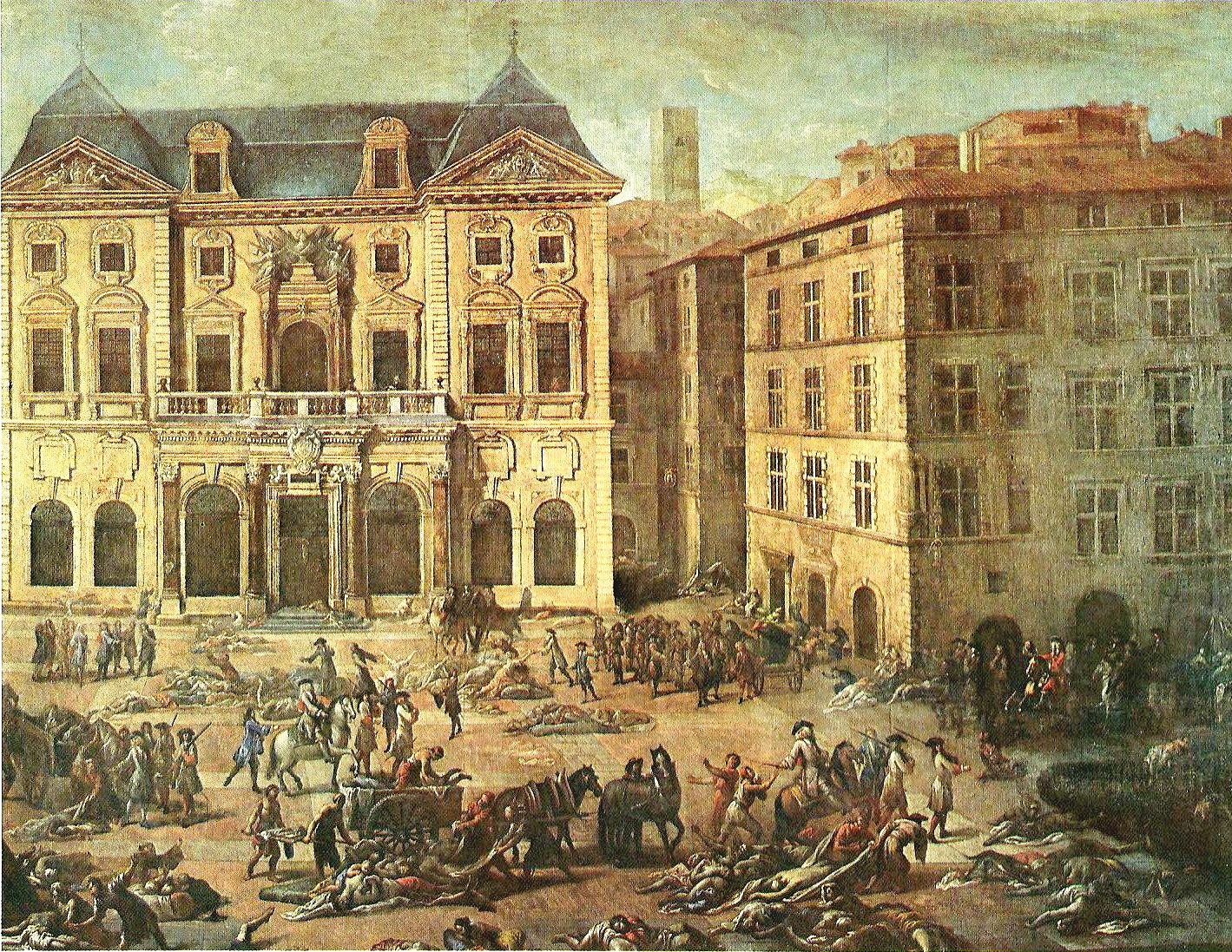
Peste de Marseille.

Les Pestiférés est une œuvre de Marcel Pagnol  publiée de manière posthume, et dont le texte fut retrouvé dans ses tiroirs. 

## Résumé
Pagnol avait souvent conté à ses amis le récit imaginaire de cet épisode de la peste de Marseille en 1720 : face à l'épidémie, un quartier de Marseille s'isole et s'organise autour de Maître Pancrace : visite et soin des malades, décompte des morts... Pagnol place ce récit dans la bouche du personnage de Monsieur Sylvain.

## Publication
Une version fut insérée dans Le Temps des amours, quatrième volet du cycle des Souvenirs d'enfance. Il semble que cela aurait été le projet d'un ouvrage séparé, puisqu'en 1962 ce titre se retrouve dans une liste de ses œuvres complètes, où il figure dans les derniers titres, associé à Manon des sources. La conclusion aurait été différente : les pestiférés ayant échappé à la mort commencent à mener joyeuse vie dans la grotte des Pestiférés et sont alors exterminés par les villageois.
En 2019 son petit-fils Nicolas Pagnol, qui chapeaute l'adaptation en bande dessinée de l'œuvre de son grand-père, a fait publier un album chez Bamboo Édition, dans la collection Grand Angle avec la fin de l'histoire que Marcel Pagnol avait racontée à son épouse Jacqueline, son fils Frédéric et quelques autres personnes.
Les pestiférés sont bien exterminés dans la grotte mais par un assaut de l'armée à la suite d'une décision des juges après des pressions des autorités religieuses.